# Ulf Andersson
Pour les articles homonymes, voir Andersson.
Cet article utilise la notation algébrique pour décrire des coups du jeu d'échecs.
Ulf Andersson (né le 27 juin 1951 à Västerås en Suède) est un joueur d'échecs suédois. Il prit le titre de maître international en 1970 et celui de grand maître international en 1972.
Il est également grand-maître au jeu d'échecs par correspondance.

## Carrière

### Tournois interzonaux et championnats du monde
Andersson a participé à quatre tournois interzonaux :
- Lors du tournoi interzonal de Bienne en 1976, Andersson finit huitième avec 10,5 points sur 19.
- En 1982, à Moscou, Andersson finit troisième ex æquo du tournoi interzonal remporté par Kasparov devant Beliavski.
- En 1985, à Bienne, il termine 7e-9e du tournoi interzonal remporté par Vaganian.
- Lors du tournoi interzonal de Szirak en 1987, il finit sixième (victoire de Hjartarson et Salov).

Lors du Championnat du monde de la Fédération internationale des échecs 1997-1998 à Groningue, il fut éliminé au deuxième tour lors du départage par Vadim Milov.
Lors du Championnat du monde de la Fédération internationale des échecs 1999 à Las Vegas, il fut éliminé au deuxième tour lors du départage par Vadim Zviaguintsev.

### Tournois internationaux

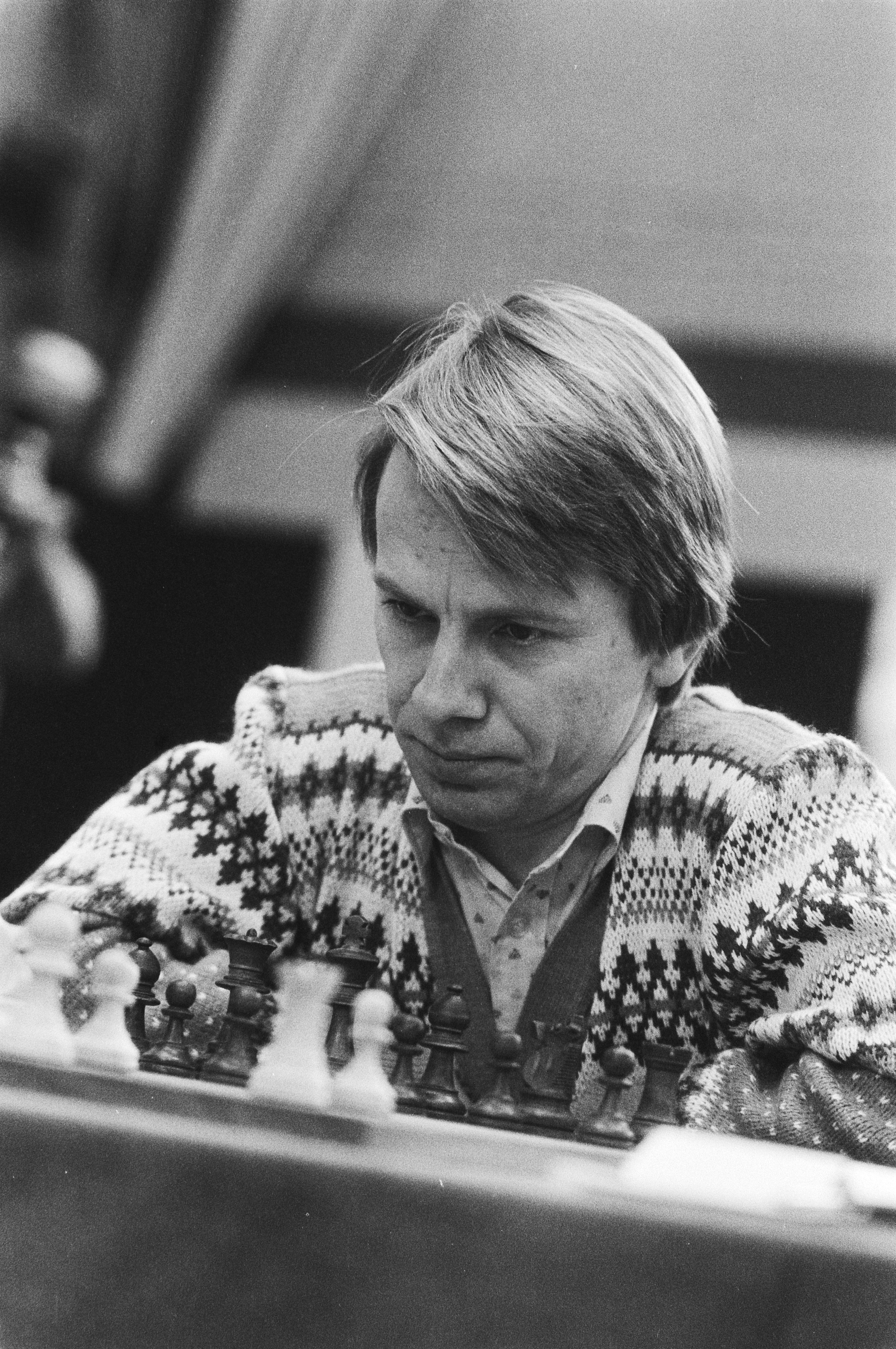
Ulf Andersson en 1983

Ses victoires, nombreuses, incluent :
- le mémorial Capablanca en 1974 et 1975 ;
- le tournoi de Belgrade en 1977 ;
- le tournoi de Buenos Aires en 1978 ;
- le tournoi de Hastings en 1978-1979, 1979-1980 et 1980-1981 ;
- Turin en 1982 (devant Karpov) ;
- le tournoi de Wijk aan Zee en 1983 ;
- Rome en 1985 et 1986 ;
- le tournoi de Reggio Emilia en 1985-1986.

## Style
Andersson est un joueur de style positionnel et très solide. Il est également connu comme un grand joueur de finales (en particulier les finales de pions). Il est aussi considéré comme un des pionniers de la formation en hérisson dans les années 1970, système par la suite adopté par certains des plus forts joueurs mondiaux.

### Une partie célèbre
Anatoli Karpov-Ulf Andersson, Milan, 1975
Ouverture : système du hérisson
1. e4 c5 2. Cf3 e6 3. d4 cxd4 4. Cxd4 Cc6 5. Cb5 d6 6. c4 Cf6 7. C1c3 a6 8. Ca3 Fe7 9. Fe2 0-0 10. 0-0 b6 11. Fe3 Fb7 12. Tc1 Te8 13. Db3 Cd7 14. Tfd1 Tc8 15. Td2 Dc7 16. Dd1! Db8 17. f3 Fa8 18. Df1 Cce5 19. Cab1 Cf6 20. Rh1 h6 21. Tdd1 Ff8 22. Cd2 Tcd8 23. Df2 Ced7 24. a3! d5!? 25. cxd5 exd5 26. exd5 Fd6 27. Cf1! Txe3?! (27...b5) 28. Cxe3? (28. Dxe3!) Fxh2 29. Cf1 Ff4 30. Tc2 b5! 31. Fd3 Cb6 32. Fe4 Cc4 33. a4 Te8 34. axb5 axb5 35. Te2 Fe5! 36. Dc5 Cd6 37. Ca2? Cdxe4 38. fxe4 Fd6! 39. Dc2 Te5! 40. g3 De8! 41. Tde1 Fb7 42. Rg1 Ch7 43. Cc1 Cg5 44. Cd2 Fb4! 45. Rf2 Fxd2 46. Txd2 Cxe4+ 47. Txe4 Txe4 Le reste de la partie est sans annotation : c'est un gain technique 48. Ce2 Fc8 49. Cc3 Te1 50. Ce2 Ta1 51. Td4 Dd8 52. Dc6 Fd7 53. Dd6 De8 54. Df4 Dc8 55. b4 Fh3 56. De4 Ff5 57. De3 Dc2 58. g4 Fd7 59. De4 Db3 60. Dd3 Db2 61. De4 Ta8 62. De3 Ta2 63. d6 Ta8 64. Te4 Fc6 65. Dd4 Db1 66. Te7 Dh1 67. Df4 Tg2+ 68. Re1 Ta1+ 69. Rd2 Dd5+ 70. Dd4 Ta2+ 71. Rc3 Df3+ 72. Te3 Ta3+ 73. Rd2 Ta2+ 74. Re1 Dh1+ 75. Rf2 Dg2+ 76. Re1 Dh1+ 77. Rf2 Ta1 78. Tc3 Dg2+ 79. Re3 Df3+ 0-1.

## Classements
Au 1er juillet 2013, il est le 404e joueur mondial et le 3e joueur suédois avec un classement Elo de 2 557 points. Il avait atteint le classement de 2 641 en juillet 2000.
En janvier et juillet 1983, Ulf Andersson pointait à la quatrième place du classement mondial avec 2 640 points.

## Notes et références

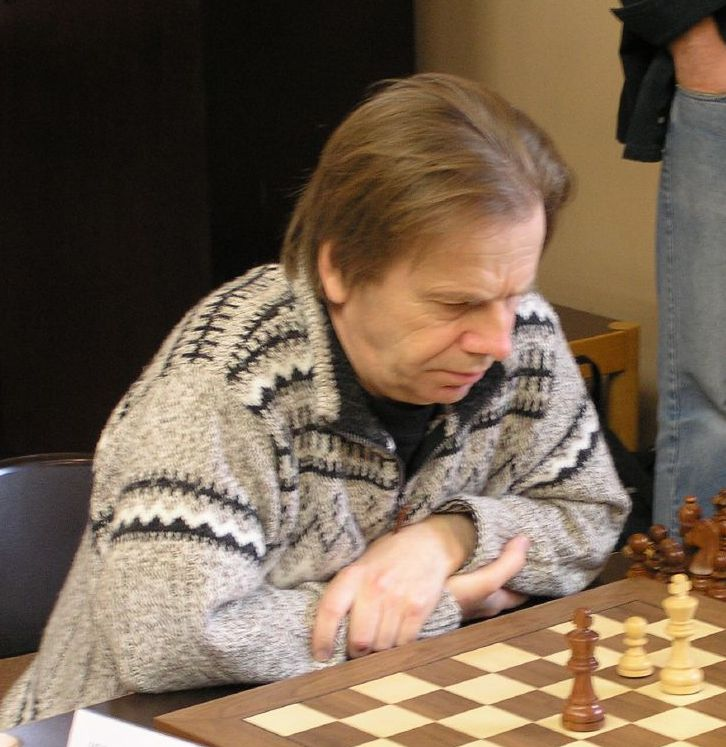
Andersson en 2005